# ニュー三久

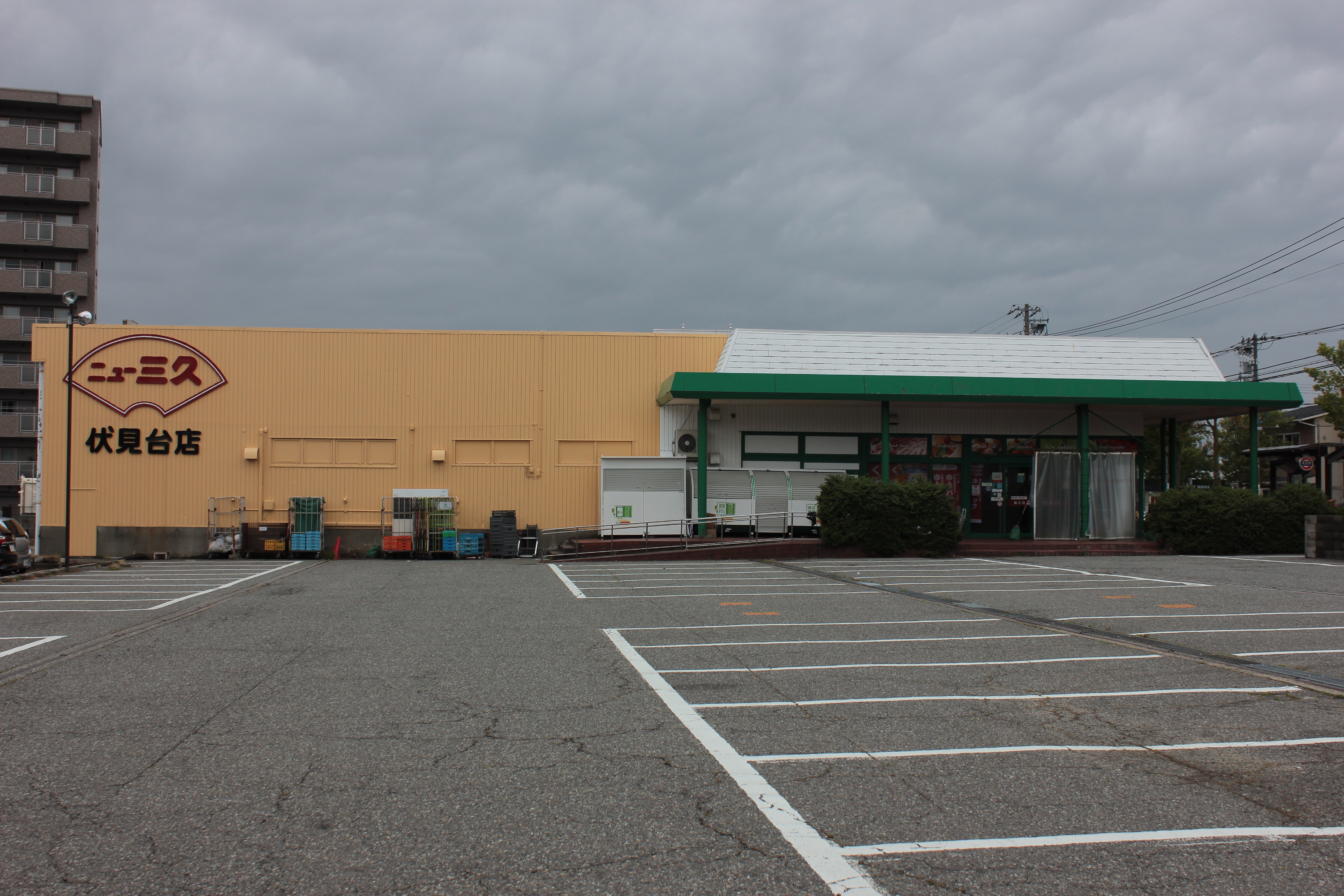
伏見台店

株式会社ニュー三久（ニューさんきゅう）は、石川県金沢市を営業基盤とするスーパーマーケット「ニュー三久」を運営する企業である。本社は石川県金沢市城南二丁目36番1号。

## 概要
- CGCグループに加盟している[3]。
- 前身は1882年に創業した松川鮮魚店[4][1] で、鮮魚は地域一番の鮮度と品揃えを誇っている。[要出典]
- 初代社長の松川喜三郎の客や従業員に対する無病息災や商売繁盛などの願いを込め、城南店に地蔵、泉が丘店と伏見台店それにあかつき市場店に観音像がある[5]。
- 「全てはお客様の満足のために...」を行動規範とし、金沢市内の顧客に支持される店づくりをめざして「じわもの（地場物）」を中心に品揃えを拡大している。
- 2011年から金沢市内の宅配を行っている。
- 2017年4月から電子マネーCoGCaの取り扱いを開始した[6]。
- 2020年にマルエーと共同持株会社「新栄ホールディングス(HD)」を設立し経営統合[2][1]

## 店舗
現在
金沢市内に4店舗を展開している。
- 城南店（1965年4月出店）
- あかつき市場店（1970年7月出店）
- 伏見台店（1979年3月出店）
- 泉が丘店（1995年10月出店）

過去に存在した店舗
- 三陽店（2020年3月30日閉店）[8][1]
- 金沢西念店[9]（2020年4月12日閉店）[8][1]
- 駅西店（旧グリーンストア）
- 諸江店（旧グリーンストア）
- 小坂店
- 菊乃川店
- 三ツ口店
- 新神田店
- 喜楽店
- 浅の川店（改築し「あかつき市場店」に改称）
- 新陽店
- 本多町店
- 信友店
- 光栄店（衣料の店）